# 巴塞單簧管

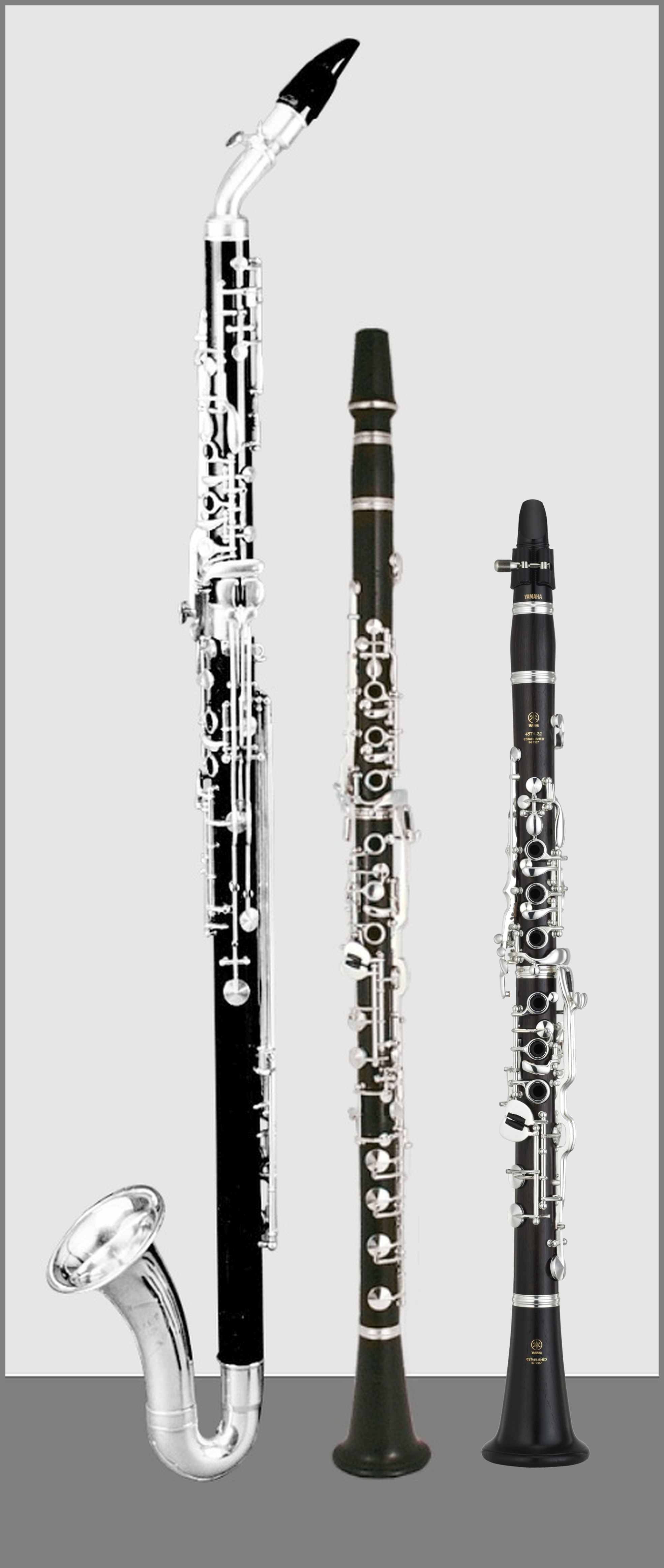
從左到右：巴塞號角、巴塞單簧管及正常的單簧管（德國系）

巴塞單簧管是單簧管類木管樂器，音色和外形和一般單簧管無異，總長度比普通單簧管長18厘米，比單簧管能多吹4或5個半音，音域由E3向下伸延至C3或B2。

## 歷史背景
巴塞單簧管於1788年由維也納宮廷樂師西奧多‧洛茲（Theodor Lotz）所研發。後來由單簧管手兼作曲家安東·史塔特勒加以改良。莫扎特晚年多首單簧管作品，包括《單簧管五重奏》和《單簧管協奏曲》等都是為巴塞單簧管而寫的。
雖然巴塞單簧管的音域比現今的單簧管更闊，可惜很快便被沒落了。一直到20世紀中期，只有極少數的巴塞單簧管被保存。及後由於有學者研究莫扎特的作品時，才再被留意起來。
現時既有樂器生產商獨立生產巴塞單簧管，亦因應普通單簧管而特別設計的低音接駁筒，只要將一般單簧管的下段接駁筒換上低音接駁筒，便能同樣吹出巴塞單簧管的音域。一般樂手都是利用這方法去吹奏原裝莫扎特的《單簧管協奏曲》。亦因為這個源故，現時流行的巴塞單簧管調式都是以A調為主。

## 音域、記譜及指法
巴塞單簧管的記譜音域為B2/C3-C7，可以吹奏出4個八度。由於是移調樂器，因此，A調的實音音域為G♯2/A2-A6；而B♭調的實音音域為A2/B♭2-B♭6。指法則跟隨貝姆指法。
記譜和現今的單簧管相同。有時為免加太多附加線，巴塞單簧管亦會採用低音譜號。因此，相對A調的巴塞單簧管，高音譜號時演奏音比記譜音低小三度，而低音譜號時則須要升高1個大六度；至於降B調巴塞單簧管，高音譜號時演奏音比記譜音低1個大二度，低音譜號時則須要升高1個小七度。

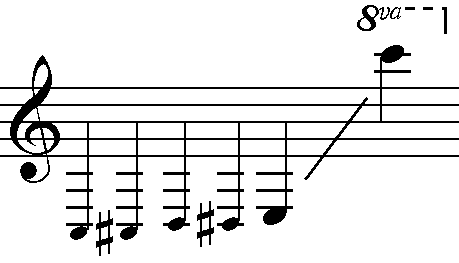
巴塞單簧管的記譜音域
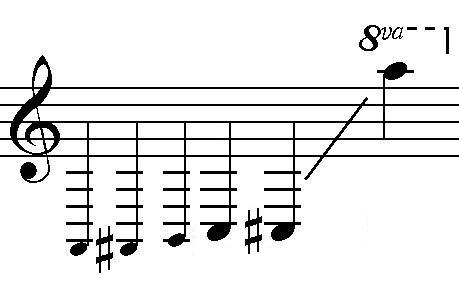
A調巴塞單簧管的實際音域
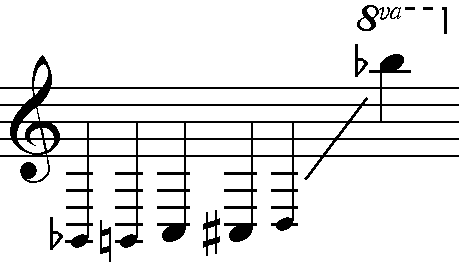
降B調巴塞單簧管的實際音域

## 著名作品
近乎全部都是莫扎特的作品：
- 《A大調單簧管五重奏》，K581
- 《A大調單簧管協奏曲》，K622
- 歌劇《迪托的仁慈》第一幕的詠嘆調"Parto, ma tu ben mio"

## 外部連結
- 其中一個生產商 Stephen Fox 有關巴塞單簧管的介紹 （页面存档备份，存于）